# Operacja Windsor
Operacja Windsor – natarcie wojsk kanadyjskich, przeprowadzone w dniach 4–5 lipca 1944 r. podczas kampanii normandzkiej na froncie zachodnim II wojny światowej. Atak przeprowadzony został przez 3 Kanadyjską Dywizję Piechoty, której zadaniem było odbicie z rąk 12 Dywizji Pancernej SS „Hitlerjugend”, będącej częścią niemieckiej Grupy Pancernej Zachód, miejscowości Carpiquet wraz z pobliskim lotniskiem. Atak miał początkowo nastąpić w ostatniej fazie trwania operacji Epsom, aby osłaniać wschodnią flankę głównego natarcia aliantów, lecz ostatecznie został opóźniony o tydzień.
4 lipca, 8 Kanadyjska Brygada Piechoty oraz jeden z batalionów 3 Kanadyjskiej Dywizji Piechoty przeprowadziły atak na Carpiquet, wspierane na skrzydłach przez 2 Kanadyjską Brygadę Pancerną. Miejscowość została opanowana po południu tego samego dnia, ale żołnierze niemieccy zdołali odeprzeć dwa ataki na lotnisko, pomimo znaczącej przewagi pancernej i lotniczej aliantów. Następnego dnia Kanadyjczycy zdołali odeprzeć kontrnatarcia Niemców i utrzymać miejscowość, która służyła później jako baza wypadowa dla operacji Charnwood.

## Tło wydarzeń
Zajęcie Caen było celem I Korpusu anglo-kanadyjskiej 2 Armii podczas operacji Overlord. Żołnierze korpusu wylądowali na dwóch normandzkich plażach 6 czerwca 1944 r.; za zadanie postawiono im opanowanie rejonu Carpiquet. Niemiecki opór uniemożliwił aliantom zajęcie miasta w dniu rozpoczęcia inwazji, co zakładał w swoich planach brytyjski generał Miles Dempsey, dowódca 2 Armii. Przez kolejne cztery tygodnie, wokół Caen prowadzono walki pozycyjne jako że obie strony przeprowadzały ataki i kontrataki dla uzyskania niewielkiej przewagi taktycznej na froncie anglo-kanadyjskim. Celem tych regularnych ataków było zmuszenie Niemców do utrzymania swoich najsilniejszych jednostek pancernych z dala od amerykańskiej I Armii, która zajęła w tym czasie Cherbourg i nieustannie parła w kierunku Saint-Lô.
W okresie 26-30 czerwca 2 Armia przeprowadzała działania w ramach operacji Epsom. Wchodzący w jej skład VIII Korpus, który dopiero co przybył z wysp brytyjskich, miał za zadanie oskrzydlenie Caen od zachodu i zajęcie dogodnych pozycji po drugiej stronie rzeki Orne, niedaleko leżącego bardziej na południe Bretteville-sur-Laize. VIII Korpus przedarł się około 9,7 km w głąb silnie ufortyfikowanego terytorium wroga, lecz Niemcy zdołali zatrzymać ofensywę po ściągnięciu na front swoich ostatnich odwodów. Zakładając sukces natarcia VIII Korpusu, 3 Kanadyjska Dywizja Piechoty oraz 2 Kanadyjska Brygada Pancerna miały zająć miejscowość i lotnisko Carpiquet w ramach operacji Ottawa, która została opóźniona.
Pomimo początkowych sukcesów aliantów, I Korpus Pancerny SS zdołał utrzymać pozycje na północ i zachód od miasta. Umocnienia na rzece Orne oraz sąsiedztwo Carpiquet, znajdującego się 3,5 km na północny zachód od centrum Caen, znacznie utrudniły możliwość dotarcia aliantów w kierunku Caen od północy. Zajęcie miejscowości powierzono 3 Kanadyjskiej Dywizji Piechoty pod dowództwem Roda Kellera. Potrzeba posiadania przez aliantów dodatkowych lotnisk w Normandii sprawiła, że zajęcie rejonu Carpiquet stało się dla nich zadaniem priorytetowym, podczas gdy dla Niemców kluczowa była obrona tych pozycji.

## Przygotowania

### Strona niemiecka
Lotnisko Carpiquet położone było na płaskim terenie, długości 1,9 km, co dawało obrońcom szerokie pole ostrzału. Niemcy dodatkowo ufortyfikowali je polami minowymi, działami oraz stanowiskami broni maszynowej obsadzonymi przez I Batalion 26 Pułku Grenadierów Pancernych SS, baterie przeciwlotnicze oraz piętnaście czołgów.

### Alianci
Keller wybrał 8 Kanadyjską Brygadę Piechoty, składającą się z The Queen's Own Rifles of Canada (QOR), Le Régiment de la Chaudière oraz The North Shore (New Brunswick) Regiment, oraz wchodzącą w skład 7 Kanadyjskiej Brygady Piechoty Royal Winnipeg Rifles (RWR) do przeprowadzenia natarcia. Ogniowe wsparcie czołgów i broni maszynowej zapewniały kanadyjski 10 Pułk Pancerny (The Fort Garry Horse), Sherbrooke Fusiliers Regiment oraz Cameron Highlanders Support Battalion. Dwie eskadry myśliwców bombardujących typu Hawker Typhoon oraz szwadron czołgów specjalnego przeznaczenia z 79 Dywizji Pancernej zostały dodane w późniejszym czasie. Wieczorem 3 lipca, pancernik HMS Rodney ostrzelał budynki wokół Carpiquet ze swojej pozycji w zatoce Sekwany położonej 24 000 metrów od miejscowości, używając dział kalibru 410 mm.
Rozpoczęcie operacji Windsor zaplanowano na godz. 5:00, 4 lipca, po przeprowadzeniu ostrzału pozycji niemieckich przez 21 pułków artylerii. Wówczas do ataku na Carpiquet ruszyć miały Le Régiment de la Chaudière oraz The North Shore Regiment, podczas gdy żołnierze The Sherbrooke Fusiliers mieli za zadanie osłaniać północną flankę poprzez dywersyjny atak na Franqueville. Na południu, RWR miało za zadanie zając hangary lotniska Carpiquet. W tym samym czasie, gdy natarcie przeprowadzali Kanadyjczycy, 43 Dywizja miała zaatakować i zająć miejscowość Verson, położoną na południowy zachód od Caen. Po zajęciu Carpiquet żołnierze The Queen's Own Rifles of Canada mieli kontynuować natarcie i zająć budynki administracyjne lotniska, co dawałoby aliantom możliwość przeprowadzania w przyszłości skutecznych ataków na Caen.

## Bitwa

### 4 lipca

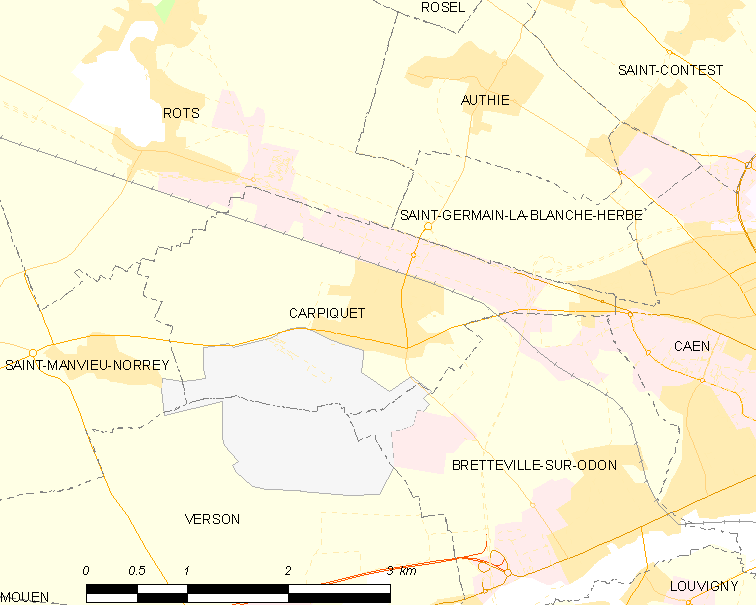
Mapa obszaru Carpiquet

O świcie 4 lipca artyleria otworzyła ogień w stronę pozycji niemieckich w mieście Carpiquet i wokół niego, obejmując ostrzałem obszar o szerokości 1,6 km i głębokości 400 m. O godz. 5:00 dwa kanadyjskie bataliony piechoty ruszyły na Carpiquet, podczas gdy eskadra Fusilier Sherbrooke zorganizowała dywersję na północy. Żołnierze przedarli się przez niemieckie pola minowe i zaatakowali z boku Chateau-St-Louet oraz Gruchy, ale wycofali się napotkawszy silny opór wroga, a pozycje obronne 26 Pułku Pancernego SS pozostały nietknięte i kontynuowały ostrzał w kierunku pułku North Shore. O 6:32 oba bataliony dotarły na obrzeża wioski i spotkały czołgi 12 Dywizji Pancernej SS. We wsi rozpoczęła się walka o każdy budynek, a czołgi 10 Kanadyjskiego Pułku Pancernego wspierały piechotę w przejęciu niemieckich pozycji.
Na południu RWR posuwał się powoli w kierunku lotniska. Nieustannie towarzyszył mu niemiecki ostrzał moździerzowy, powodujący wiele strat wśród piechoty i czołgów. Z eskadrą Fort Garry Horse żołnierzom RWR zajęło dziewięćdziesiąt minut, aby przejść 2,4 km od Marcelet do hangarów lotniska, pod ostrzałem z południowego brzegu rzeki Odon. Kilka czołgów M4 Sherman zostało obezwładnionych i do południa RWR zostali zmuszeni wycofać się do miejsca, leżącego w połowie drogi od pozycji wyjściowych.
Nieświadomy, że RWR nie udało się przejąć kontroli nad lotniskiem, Keller wysłał QOR, aby rozpocząć drugą fazę ataku. Batalion przeniósł się do wioski Carpiquet, która została zajęta przez żołnierzy Chaudières i The North Shore, którzy zaatakowali mocniejsze punkty niemieckiej obrony, omijane w początkowym natarciu. Ataki piechoty, miotacze płomieni, czołgi-moździerze (czołgi Churchill z zamontowanym moździerzem 290 mm zamiast działa) i zniszczenie jednego silnie umocnionego punktu obrony zmusiły dwunastu ocalałych obrońców do poddania się; pozostały garnizon skapitulował po ciężkiej walce. QOR dotarł do krawędzi Carpiquet, gdy RWR wycofał się i otrzymał polecenie utrzymania pozycji, dopóki RWR nie zreorganizuje się do drugiego ataku.
W drugim ataku na lotnisko Keller uzyskał wsparcie dwóch eskadr myśliwców bombardujących Hawker Typhoon. Ocalałym z RWR nakazano „wykonać zamaszysty atak nisko położonym terenem wokół lewej flanki wroga”, przy wsparciu czołgów i artylerii, pod wrażeniem tego, że 43 Dywizja dotarła do Verson, chociaż ta pozycja była na tyle słaba, że nie mogła wytrzymać kontrataku z południowego wschodu. Późnym popołudniem RWR wznowił atak na lotnisko i dotarł do hangarów, ale nie był w stanie wyprzeć niemieckich obrońców. Czołgi eskadry Fort Garry napotkały grupę bojową czołgów Pantera i zostały przytłoczone ich ostrzałem, wówczas RWR otrzymał rozkaz wycofania się na linię wyjściową pod osłoną ciemności. W Carpiquet 8 Kanadyjska Brygada Piechoty szybko skonsolidowała swoje pozycje, które były wówczas najbliżej wysuniętymi w kierunku Caen ze wszystkich jednostek alianckich. Chociaż Kanadyjczycy kontrolowali Carpiquet i hangary północne, hangary południowe i budynki kontrolne pozostawały wciąż w rękach niemieckich.

### 5 lipca
8 Kanadyjska Brygada Piechoty, niecałe 1,6 km od obrzeży Caen, stanowiła zagrożenie dla niemieckich pozycji w mieście. Ponieważ większość obrony była skoncentrowana na północ od Caen i nad rzeką Odon, obawiano się, że siły anglo-kanadyjskie mogą zaatakować z Carpiquet i ominąć większość pozycji obronnych. Pomimo rosnących wątpliwości co do skuteczności natychmiastowych kontrataków, Kurt Meyer nakazał oddziałom Waffen-SS odbić Carpiquet. Jednostki 1 Dywizji Pancernej SS „Leibstandarte SS Adolf Hitler” przygotowały się do kontrataku na Carpiquet z Francqueville przy użyciu czołgów, artylerii, moździerzy oraz piechoty.
Krótko po północy rozpoczął się pierwszy z kontrataków SS i chociaż poprzedniego dnia stracono trzynaście czołgów, 10 Kanadyjski Pułk Pancerny wspierany przez moździerze odparł atak, zadając nieprzyjacielowi wiele ofiar. Do świtu atakujący praktycznie nie poszerzyli zajmowano przez siebie terenu, a do południa 8 Kanadyjska Brygada Piechoty i 10 Kanadyjski Pułk Pancerny pokonały trzy kontrataki przy pomocy artylerii i myśliwców Typhoon. Wieś pozostała pod okupacją kanadyjską, choć była narażona na częsty ostrzał z wyrzutni rakietowych Nebelwerfer i moździerzy.

## Następstwa

### Analiza

Mapa operacji Charnwood, 8–9 lipca 1944 r.

Operacja Windsor była pierwszym samodzielnym atakiem 3 Dywizji kanadyjskiej i pozostawiła Niemcom kontrolę nad lotniskiem Carpiquet, co zmusiło 43 Dywizję do wycofania się z Verson i Fontaine-Etoupefour. W 2005 r. Reid napisał, że atak powinny wykonać dwie brygady, a nie jedna i dodatkowy batalion. Dołączony batalion zdołał dotrzeć do hangarów i przedrzeć się przez nie, ale był zmuszony do dwukrotnego wycofania się. Utrzymania przez niemieckich obrońców kontroli nad lotniskiem, z wyjątkiem jego północnego krańca i wioski Carpiquet, pozostawił Kanadyjczyków samych przeciwko ponawianym kilkakrotnie kontratakom. Nieosiągnięcie przez brygadę wszystkich swoich celów spowodowało wątpliwości co do zdolności dowódczych Kellera, chociaż przygotowania do ważniejszej operacji Charnwood mogły być powodem, dla którego Keller oddał planowanie operacji Windsor dowódcy 8 Kanadyjskiej Brygady Piechoty, brygadierowi K.G. Blackaderowi.
Trzy dni po zakończeniu operacji Windsor 3 Kanadyjska Dywizja Piechoty wzięła udział w operacji Charnwood. 9 lipca 8 Kanadyjska Brygada Piechoty zajęła lotnisko Carpiquet, a wieczorem północna część Caen. 18 lipca siły brytyjskie i kanadyjskie rozpoczęły operację Atlantic i Goodwood, w której Kanadyjczycy zdobyli pozostałe dzielnice Caen położone na południowym brzegu Orne, a Brytyjczycy zajęli teren na wschodzie i południu miasta. Siły kanadyjskie zaatakowały następnie pozycje niemieckie na wzgórzu Verrières w operacji Spring.

## Straty
Kanadyjskie straty w operacji wyniosły 377 ludzi, z czego 127 żołnierzy zostało zabitych, najwięcej w dniu 4 lipca. RWR i The North Shores straciły 132 ofiary. 10 Kanadyjski Pułk Pancerny stracił 17 czołgów, a ich nieznana liczba została utracona przez Sherbrooke Fusiliers. I batalion 26 Pułku Grenadierów Pancernych miał 155 ofiar wśród piechoty, a 1 Dywizja Pancerna SS, która kontratakowała 5 lipca, straciła ok. 20 czołgów. II batalion 1 Pułku Grenadierów Pancernych stracił 115 żołnierzy.